# José Corrons Espinal
José Corrons Espinal (Manresa, 19 de marzo de 1928) es un médico catalán especializado en cardiología.
Empezó a estudiar con las Hermanas de la Casa de la Caridad y después con los Hermanos de las Escuelas Cristianas, donde estuvo hasta que estalló la guerra civil. Su abuelo murió en un bombardeo que sufrió la ciudad de Manresa el 1938, hecho que le impactó en gran medida. Acabada la guerra prosiguió sus estudios en el Instituto Luciera de Peguera. En 1945 empezó la carrera de Medicina en Valencia. Estudió tres años. Después volvió a la Universidad de Barcelona donde hizo las especialidades médicas con catedráticos cómo Agustí Pedro Pons y Pedro Farreras Valentí. Trabajó en el dispensario de Pedro Pons y acabó la carrera en 1951. Eln1952 ingresó en la Escuela de Cardiología de la Universitat de Barcelona, donde años más tarde ejerció de profesor. A mediados de la década del 50 empezó a ejercer de cardiólogo en Manresa, al mismo tiempo que trabajaba como médico de urgencias. También fue médico forense de categoría especial en Barcelona, de 1955 hasta su jubilación en 1993.
A lo largo de su carrera, impulsó diferentes iniciativas asistenciales en Manresa, como la fundación Ampans, que trabaja para mejorar la calidad de vida de las personas con discapacitado intelectual en el área del  Bages, y la Unidad Coronaria (1974-1996), un centro especializado en la atención de dolencias del corazón, que llegó a ser todo un referente en este ámbito, dado que fue el primero que  se estableción enCataluña fuera de Barcelona. También fue miembro de la junta fundadora de la Escuela de Enfermería Farreras Valentí de Manresa.
Miembro del Gremio Sant Lluc, en 1966 fundó, junto con el pintor Estanislau Vilajosana, el ginecólogo Ramon Llatjós y el médico Josep Salón, la Librería Símbolo, dedicada a la venta y difusión de libros en catalán.
Fue militante de Convergència i Unió y formó parte de las listas por el Congreso de los Diputados en las elecciones de 1986.